# Die Rückkehr des Sherlock Holmes

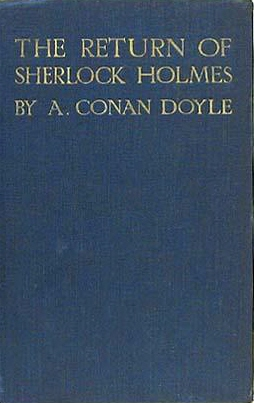
Einband der Erstausgabe von The Return of Sherlock Holmes

Die Rückkehr des Sherlock Holmes (englischer Originaltitel: The Return of Sherlock Holmes) ist eine von Arthur Conan Doyle geschriebene Sammlung von dreizehn Krimi-Kurzgeschichten um seinen berühmten Detektiv Sherlock Holmes und dessen Freund Dr. Watson, die 1905 in Großbritannien veröffentlicht wurde.

## Entstehung

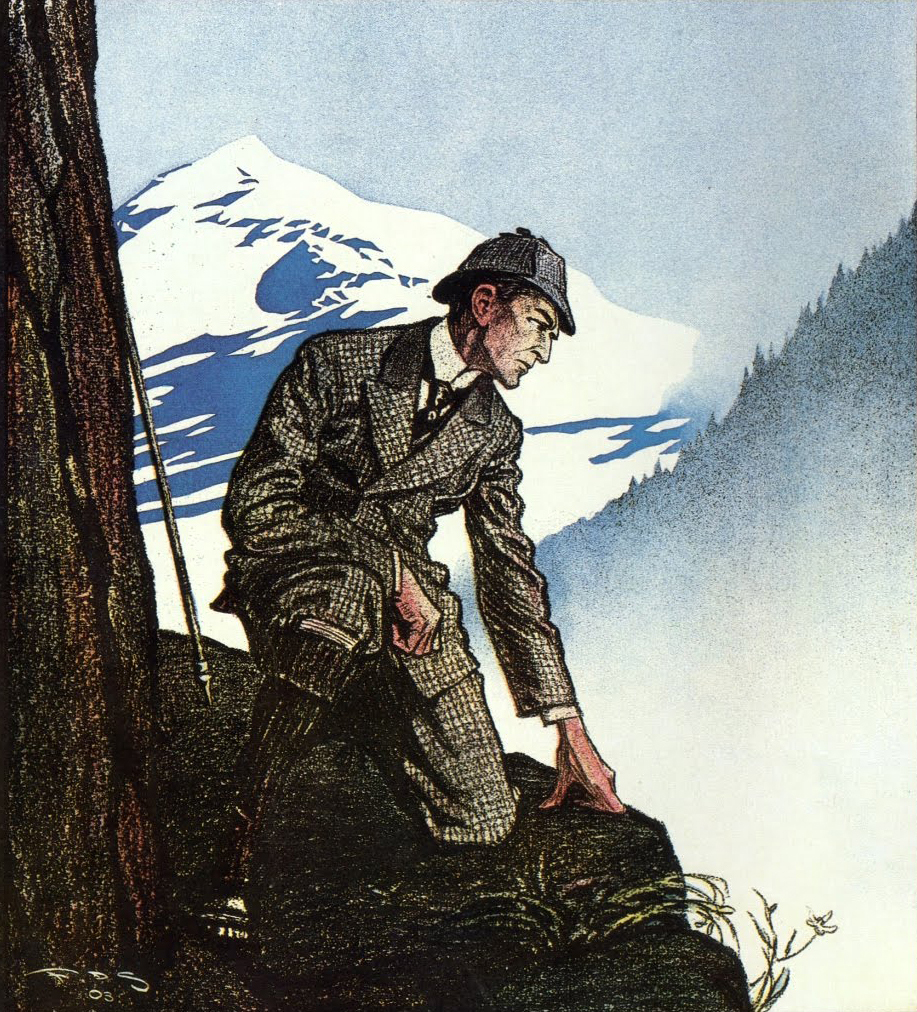
Sherlock Holmes entrinnt nur knapp dem Tod

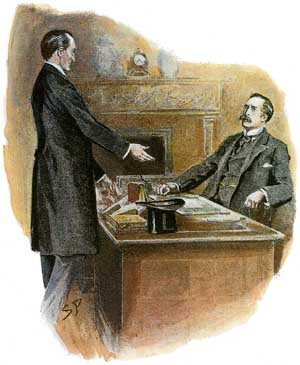
Der totgeglaubte Sherlock Holmes zeigt sich Dr. Watson

Nachdem Doyle Sherlock Holmes in der Geschichte Das letzte Problem (1893 veröffentlicht in Die Memoiren des Sherlock Holmes) sterben ließ, wurde der Detektiv 1903 in der Kurzgeschichte Das leere Haus wieder auferweckt. Zuvor hatte er von 1901 bis 1902 den Roman Der Hund von Baskerville im The Strand Magazine schrittweise veröffentlicht, der vor dem Tod Holmes spielt. Der Autor entwickelte dazu eine komplizierte erzählerische Konstruktion, nach der Holmes nicht mit seinem Erzfeind Professor Moriarty in den Reichenbachfall in der Schweiz gestürzt sei, sondern sich nach dem Tod seines Gegners einige Zeit vor dessen Schergen versteckt gehalten habe. Diese Zeitepisode wird später in mehreren Pastiches thematisiert.
Das leere Haus und zwölf andere Krimi-Episoden wurden 1905 schließlich im Sammelband Die Rückkehr des Sherlock Holmes veröffentlicht. Zuvor waren die Geschichten im Abstand von einem Monat im The Strand Magazine erschienen. Das Buch wurde erstmals am 7. März 1905 von Georges Newnes, Ltd und außerdem von Longmans für die Kolonien publiziert. Die erste Auflage umfasste 30.000 Exemplare. Von der USA-Erstausgabe von McClure, Phillips & Co wurden zusätzlich 28.000 Bücher gedruckt.

## Inhalt

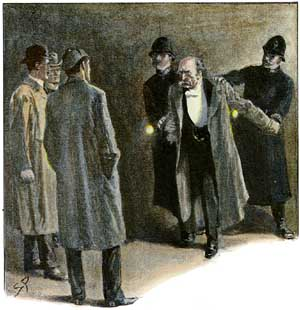
Colonel Moran wird festgenommen

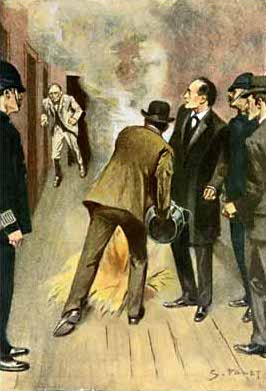
Der Baumeister aus Norwood wird aus seinem Versteck getrieben

Das Buch enthält dreizehn Kurzgeschichten, die in der deutschen Übersetzung jeweils etwa 30 bis 40 Seiten umfassen. Die Buchstaben in eckigen Klammern […] bezeichnen die inzwischen fest etablierten Abkürzungen.

### Das leere Haus (The Empty House [EMPT], 1903)
Dr. Watson sieht zu seiner vollkommenen Verblüffung seinen für tot gehaltenen Freund Holmes wieder, der ihm berichtet, wie er seinem vermeintlichen Tod entgangen ist. Gemeinsam nehmen sie den gefährlichsten Handlanger von Holmes' Erzfeind Professor Moriarty, Colonel Sebastian Moran, fest, als dieser ein Attentat auf den nach seinem Glauben zu Hause befindlichen Meisterdetektiv ausführen will.

### Der Baumeister aus Norwood (The Norwood Builder [NORW], 1903)
Ein einsam lebender Baumeister scheint von seinem Alleinerben ermordet worden zu sein, doch Holmes glaubt den Unschuldsbeteuerungen des in höchstem Grade Verdächtigen. Der Fall scheint jedoch aussichtslos. Erst das Auftreten eines zusätzlichen belastenden Indizes über Nacht bezeugt, dass der inhaftierte Verdächtige unschuldig sein muss. Holmes entdeckt schließlich das quicklebendige Mordopfer, das sich in seinem eigenen Haus versteckt hat.

### Die tanzenden Männchen (The Dancing Men [DANC], 1903)
Die Frau eines angesehenen Gutsherrn wird von Geheimbotschaften aus tanzenden Strichmännchen in die Verzweiflung getrieben. Während Holmes den Code entschlüsselt, wird ihm klar, dass es nicht nur um einen dummen Streich geht. Er kann zwar den gewaltsamen Tod seines Klienten nicht mehr verhindern, jedoch dank seiner Kenntnisse die Tatumstände erschließen und die Frau vom Vorwurf des Mordes entlasten.

### Die einsame Radfahrerin (The Solitary Cyclist [SOLI], 1903)
Eine junge Dame wird von einem Unbekannten verfolgt, wenn sie von ihrer Arbeits- und Wohnstätte mit dem Fahrrad zum örtlichen Bahnhof fährt. Dr. Watson ermittelt zunächst allein, aber bleibt erfolglos. Schon bald ist Holmes sich jedoch darüber im Klaren, dass um die junge Dame eine gefährliche Intrige gesponnen wird, und befreit sie im letzten Moment aus einer schlimmen Klemme.

### Die Abteischule (The Priory School [PRIO], 1904)
Der Sohn eines einflussreichen Adligen sowie ein Lehrer sind über Nacht aus einem Internat verschwunden. Während einer irritierenden Spurensuche im angrenzenden Moor entdeckt Holmes die Leiche des ursprünglich verdächtigten Lehrers. Nachforschungen im nahegelegenen Gasthof überzeugen Holmes schließlich von der Raffinesse der Entführer, die im Moor falsche Spuren gelegt haben, sowie der Mitschuld des Vaters des Jungen und dessen Privatsekretärs.

### Der Schwarze Peter (Black Peter [BLAC], 1904)

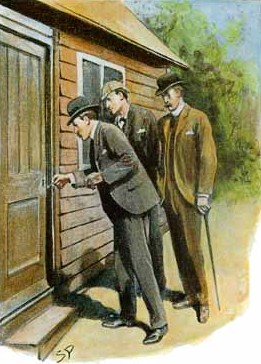
Sherlock Holmes untersucht das Gartenhäuschen des Schwarzen Peters

Auf Anfrage der Polizei ermittelt Holmes wegen des grausamen Mordes an einem alten Walfänger-Kapitän, der in dem Gartenhäuschen, in dem er gewöhnlich schlief, mit einer Harpune brutal erstochen wurde. Als des Nachts jemand in die Hütte einzudringen versucht, ist offensichtlich, dass in der schäbigen Behausung mehr lagert als ein paar alte Logbücher. Nur weil Holmes die Tatumstände rechtzeitig herausfindet, kann er den Täter in eine raffinierte Falle locken. 

### Charles Augustus Milverton (Charles August Milverton [CHAS], 1904)
Der Detektiv wird von einer jungen Lady gebeten, ihr einen kompromittierenden Brief wiederzubeschaffen, dessen Veröffentlichung ihre bevorstehende Heirat vereiteln würde. Das Schreiben befindet sich im Besitz des professionellen Erpressers Milverton. Kaum sind Holmes und Watson in dessen Arbeitszimmer eingedrungen, werden sie Zeugen davon, wie Milverton das Schicksal von anderer Seite ereilt, und entgehen nur knapp ihrer höchst verdächtigen Situation.

### Die sechs Napoleons (The Six Napoleons [SIXN], 1904)
Ein offenbar verrückter Einbrecher entwendet billige Duplikate einer Büste von Napoleon Bonaparte und zertrümmert sie auf offener Straße. Als im Zusammenhang mit dieser vermeintlich bloßen Zerstörungswut sogar ein Mord geschieht, erkennt Holmes das wahre Motiv des Täters und kommt ihm zuvor, bevor der sein Ziel erreichen kann.

### Die drei Studenten (The Three Students [3STU], 1904)
In diesem Fall muss Sherlock Holmes aufklären, welcher von drei in einem Wohnheim lebenden Studenten eine Abschrift der geheimen Unterlagen einer am nächsten Tag stattfindenden wichtigen Prüfung angefertigt hat. Holmes steht unter starkem Zeitdruck: der Täter muss unbedingt bis zum Prüfungsbeginn gefunden sein, damit das Vorkommnis nicht an die Öffentlichkeit gelangt.

### Der goldene Kneifer (The Golden Pince-Nez [GOLD], 1904)
Hier untersucht Sherlock Holmes den Mord an dem Sekretär eines alten Geschichtsprofessors. Das Opfer umklammert als einzigen Hinweis auf den Täter eine goldene Brille. Die übrigen Tatumstände sind höchst unklar und verwirrend, doch die aus der Untersuchung des Augenglases hervorgehende extreme Kurzsichtigkeit des Täters bringt den Ermittler schließlich auf die richtige Spur.

### Der verschollene Three-Quarter (The Missing Three-Quarter [MISS], 1904)
Der beste Spieler der Rugby-Mannschaft einer Universität ist in der Nacht vor einem wichtigen Spiel aus seinem Hotel verschwunden. Als einzigen Hinweis gibt es den Abdruck des letzten Satzes eines Briefes auf dem Löschpapier des Hotels. Holmes findet mit einem Trick heraus, an wen die Nachricht gerichtet war, schließt aus weiteren Beobachtungen auf den vermutlichen Aufenthaltsort des Sportlers und entdeckt dessen Doppelleben.

### Abbey Grange (The Abbey Grange [ABBE], 1904)
Ein tyrannischer Adliger wurde brutal ermordet, scheinbar von einer in der Gegend tätigen Einbrecherbande. Aufgrund einiger unstimmiger Details bezweifelt Holmes diese Theorie und die vorliegenden Zeugenaussagen. Nachdem er den Täter aufgespürt und herausgefunden hat, warum die Zeugen ihn decken, zeigt er Verständnis für die Gründe der Tat und verzichtet vorläufig darauf, die offiziellen Ermittler der Polizei auf die richtige Spur zu führen. 

### Der zweite Fleck (The Second Stain [SECO], 1904)
In diesem Fall, der laut Dr. Watson wohl einer der bedeutendsten seines Freundes ist, muss Sherlock Holmes ein aus dem Haus des Europaministers entwendetes Papier wiederfinden, um eine internationale Krise, ja einen Krieg zu verhindern. Der Mord an einem ausländischen Agenten und die Untersuchung des Tatortes führt den Detektiv schließlich auf die Spur der Person, die das Schreiben versteckt hält.

## Bedeutung
Doyles Die Rückkehr des Sherlock Holmes zählt zur zweiten Schaffensperiode an den Sherlock-Holmes-Krimis, die nach dem vorläufigen Tod Holmes' und der damit verbundenen mehrjährigen Schreibpause des Autors mit Der Hund von Baskerville begann. Dieser mit dreizehn Kurzgeschichten umfangreichste Sherlock-Holmes-Band zählt neben Seine Abschiedsvorstellung und Sherlock Holmes Buch der Fälle zu den weniger bekannten Werken aus dem Holmes-Kanon.
1987 erschien der an den Buchtitel angelehnte, im 20. Jahrhundert spielende Fernsehfilm The Return of Sherlock Holmes (deutsch Eine Pfeife in Amerika) von Kevin Connor.

## Ausgaben (Auswahl)
- Die Rückkehr des Sherlock Holmes. Übersetzt von Werner Schmitz. Haffmans, Zürich 1985, ISBN 3-251-20106-9.
- Die Rückkehr des Sherlock Holmes. Neu übersetzt von Werner Schmitz. Kein und Aber, Zürich 2005, ISBN 3-0369-5149-0.
- Die Rückkehr des Sherlock Holmes (= Insel Taschenbuch. Band 3319). Übersetzt von Werner Schmitz. Insel-Verlag, Frankfurt, Main / Leipzig 2007, ISBN 978-3-458-35019-4.
- Sherlock Holmes Gesammelte Werke. Übersetzt von Adolf Gleiner, Margarete Jacobi, Louis Ottmann und Rudolf Lautenbach, Anaconda-Verlag, Köln 2012, ISBN 978-3-86647-850-3.
- Die Rückkehr des Sherlock Holmes. Neu übersetzt von Henning Ahrens. Fischer Taschenbuch, Frankfurt am Main 2017, ISBN 978-3-596-03562-5.
- Sherlock Holmes: Die Rückkehr. Coppenrath, Münster 2023, ISBN 978-3-649-64394-4.